# Qianjiang (Chongqing)
Qianjiang (en chino simplificado, 黔江区; pinyin, Qiánjiāng qū) es un distrito urbano bajo la administración del municipio de Chongqing, en el centro de la República Popular China. Limita al norte y oeste con la provincia de Hubei y al este con Pengshui. Está ubicada a 108°28′-108°46′ Este y  29°04′－29°42′ Norte. Su área es de 2397 km² y su población en 2017 fue de 554 mil habitantes.
La ciudad recibe el apodo de "La garganta de Sichuan y Hubei" ya que se encuentra en la intersección de Sichuan, Hubei.

## Administración
El distrito de Qianjiang se divide en 33 pueblos que se administran en 9 subdistritos, 15 poblados y 9 villas.
| Subdistritos: - Chengdong (城东) - Chengnan (城南) - Chengxi (城西) Poblados: - Zhongtang (中塘) - Shaba (沙坝) - Shaling (杉岭) - Baishi (白石) - Pengdong (蓬东) - Shuishi (水市) - Wuli (五里) - Jindong (金洞) - Xinhua (新华) - Shuitian (水田) - Taiji (太极) - Baitu (白土) | Villas: - Fengjiaba (冯家坝) - Zhuoshui (濯水) - Malai (马喇) - Erhe (两河) - Xiaonanhai (小南海) - Zhoubai (舟白) - Shihui (石会) - Heixi (黑溪) - Huangxi (黄溪) - Lishui (黎水) - Zhengyang (正阳) - Lin'e (邻鄂) - Shijia (石家) - Echi (鹅池) - Jinxi (金溪) |

## Historia
En el comienzo de la dinastía Han, Qianjiang estaba bajo la administración del distrito de Fuling. En 585 (durante la disnastia Sui), el distrito Shicheng (石城县) fue establecido como parte de la prefectura Yong (庸州). En 607 la prefectura fue remplazada por la Comandería de badong (巴东郡).En 618 , el distrito Shicheng se convirtió en parte de la prefectura Qina(黔州).
En el 742, Shicheng se nombró como Qianjiang y fue parte de la comandería An (安郡). Desde 960 a 1368 , Qianjiang  fue catalogada como semi-bárbara (半没于夷) y  dominada por los locales de Gongs, Hus, Qins, and Xiangs (龚、胡、秦、向) según los registros del condado Qianjiang (黔江县志) de la dinastía Qing.
En 1285 , Qianjiang fue parte del imperio daxia. En 1372, fue parte de Pengshui Miao y Tujia .
En inicios de la dinastía Qing , Qianjiang estaba bajo la administración de la subprefectura Chongqing.

## Clima
El distrito de Qianjiang se encuentra en el extremo sureste de la municipalidad de Chongqing, en el interior de la montaña Wuling. Tiene 45 kilómetros de ancho de este a oeste y 90 kilómetros de largo de norte a sur. Todo el distrito tiene una superficie de 2398,7 kilómetros cuadrados. 
El punto más alto alcanza una altitud de 1938,5 metros, y el punto más bajo es el Valle del río Heixi (黑溪河谷) con una altitud de 320 m s. n. m.
| Parámetros climáticos promedio de Qianjiang (1981−2010) | Parámetros climáticos promedio de Qianjiang (1981−2010) | Parámetros climáticos promedio de Qianjiang (1981−2010) | Parámetros climáticos promedio de Qianjiang (1981−2010) | Parámetros climáticos promedio de Qianjiang (1981−2010) | Parámetros climáticos promedio de Qianjiang (1981−2010) | Parámetros climáticos promedio de Qianjiang (1981−2010) | Parámetros climáticos promedio de Qianjiang (1981−2010) | Parámetros climáticos promedio de Qianjiang (1981−2010) | Parámetros climáticos promedio de Qianjiang (1981−2010) | Parámetros climáticos promedio de Qianjiang (1981−2010) | Parámetros climáticos promedio de Qianjiang (1981−2010) | Parámetros climáticos promedio de Qianjiang (1981−2010) | Parámetros climáticos promedio de Qianjiang (1981−2010) |
| Mes                                                     | Ene.                                                    | Feb.                                                    | Mar.                                                    | Abr.                                                    | May.                                                    | Jun.                                                    | Jul.                                                    | Ago.                                                    | Sep.                                                    | Oct.                                                    | Nov.                                                    | Dic.                                                    | Anual                                                   |
| ------------------------------------------------------- | ------------------------------------------------------- | ------------------------------------------------------- | ------------------------------------------------------- | ------------------------------------------------------- | ------------------------------------------------------- | ------------------------------------------------------- | ------------------------------------------------------- | ------------------------------------------------------- | ------------------------------------------------------- | ------------------------------------------------------- | ------------------------------------------------------- | ------------------------------------------------------- | ------------------------------------------------------- |
| Temp. máx. abs. (°C)                                    | 21.2                                                    | 27.6                                                    | 31.6                                                    | 34.2                                                    | 35.1                                                    | 37.2                                                    | 38.4                                                    | 39.5                                                    | 36.6                                                    | 33.6                                                    | 27.0                                                    | 19.8                                                    | '                                                       |
| Temp. máx. media (°C)                                   | 8.3                                                     | 10.1                                                    | 14.7                                                    | 20.9                                                    | 25.3                                                    | 28.0                                                    | 30.8                                                    | 31.2                                                    | 26.9                                                    | 20.7                                                    | 15.7                                                    | 10.2                                                    | 20.2                                                    |
| Temp. media (°C)                                        | 4.9                                                     | 6.6                                                     | 10.3                                                    | 15.7                                                    | 20.1                                                    | 23.2                                                    | 25.8                                                    | 25.6                                                    | 21.8                                                    | 16.4                                                    | 11.6                                                    | 6.5                                                     | 15.7                                                    |
| Temp. mín. media (°C)                                   | 2.5                                                     | 4.1                                                     | 7.3                                                     | 12.1                                                    | 16.4                                                    | 19.8                                                    | 22.3                                                    | 21.7                                                    | 18.4                                                    | 13.7                                                    | 8.9                                                     | 4.0                                                     | 12.6                                                    |
| Temp. mín. abs. (°C)                                    | -4.0                                                    | -4.2                                                    | -2.2                                                    | 3.0                                                     | 8.5                                                     | 12.9                                                    | 15.7                                                    | 14.7                                                    | 10.8                                                    | 3.6                                                     | -0.9                                                    | -4.0                                                    | '                                                       |
| Precipitación total (mm)                                | 21.4                                                    | 31.2                                                    | 46.8                                                    | 109.4                                                   | 163.7                                                   | 177.9                                                   | 184.7                                                   | 163.2                                                   | 103.0                                                   | 96.3                                                    | 55.6                                                    | 19.6                                                    | 1172.8                                                  |
| Fuente: Red de datos meteorológicos de China            |                                                         |                                                         |                                                         |                                                         |                                                         |                                                         |                                                         |                                                         |                                                         |                                                         |                                                         |                                                         |                                                         |